# Ruth Harriet Louise
Ruth Harriet Louise geboren Ruth Goldstein (New York, 13 januari 1903 – Los Angeles, 12 oktober 1940) was een Amerikaans fotografe. Ze staat te boek als de eerste professionele vrouwelijke glamourfotograaf in Hollywood.

## Leven en werk
Louise werd geboren als dochter van de New Yorkse rabbi Jacob Goldstein en zijn vrouw Klara Jacobsen. Ze groeide op in New Brunswick, New Jersey, en was de zus van scenarioschrijver en filmproducer Mark Sandrich, die onder andere werkte met Fred Astaire en Ginger Rogers. Hollywood-actrice Carmel Myers was een nicht van haar.
Aanvankelijk had Louise ambities in het kunstschilderen, maar na een fotosessie bij Nickolas Muray besloot ze een fotografie-opleiding te volgen. In 1922 opende ze haar eigen portretstudio in Trenton en veranderde haar naam in Ruth Harriet Louise.
Via haar broer Mark belandde Louise in 1925 in Hollywood en trad in dienst bij de officiële portretstudio van Metro-Goldwyn-Mayer, waar ze de eerste vrouwelijke fotograaf werd. Tijdens fotosessies met vrouwelijke actrices bleek dat geen nadeel: tussen het fotograferen door kletste ze er lustig op los en om een ontspannen sfeer te creëren zette ze tijdens het fotograferen grammofoonplaten op. Tijdens haar actieve carrière in Hollywood, van 1925 tot 1930, werkte ze met alle grote MGM-acteurs en vooral -actrices, onder wie Greta Garbo, Lon Chaney sr., John Gilbert, Renée Adorée, Joan Crawford, Lillian Gish, Marion Davies en Norma Shearer. In minder dan vijf jaar tijd maakte ze zo'n 100.000 portretten voor MGM, welke vooral gebruikt werden voor commerciële doeleinden en promotie via tijdschriften.
Louise gaf altijd aan veel belang te hechten aan het ‘vangen’ van iemands karakter en persoonlijkheid in een portret. Ze gebruikte vaak een sfeervolle belichting en zocht tijdens het ontwikkelprocedé naar een zachte toonzetting, waarmee haar werk soms een picturalistisch karakter kreeg. Aan het eind van de jaren twintig gold ze als de belangrijkste fotograaf in Hollywood, maar niettemin werd ze in december 1929 bij MGM vervangen door George Hurrell, een andere grote glamourfotograaf. Ze werkte nog een paar jaar freelance, maar legde zich vervolgens toe op haar gezinsleven.
Louise was getrouwd met de scenarioschrijver Leigh Jason. In 1931 kreeg ze een zoon en in 1934 een dochter. Haar zoontje overleed in 1938 aan leukemie. In 1940 kwam ze zelf te overlijden bij de geboorte van haar derde kind, 37 jaar oud. Ook het ongeboren kind kwam daarbij te overlijden.
De artistieke waarde van de portretten van Louise bleef decennialang onderbelicht, maar kent in recente jaren een duidelijke opleving. Sinds 2000 verschijnen er met regelmaat publicaties over haar werk en het Terra Museum in Chicago organiseerde in 2012 een overzichtstentoonstelling van haar werk.

## Galerij

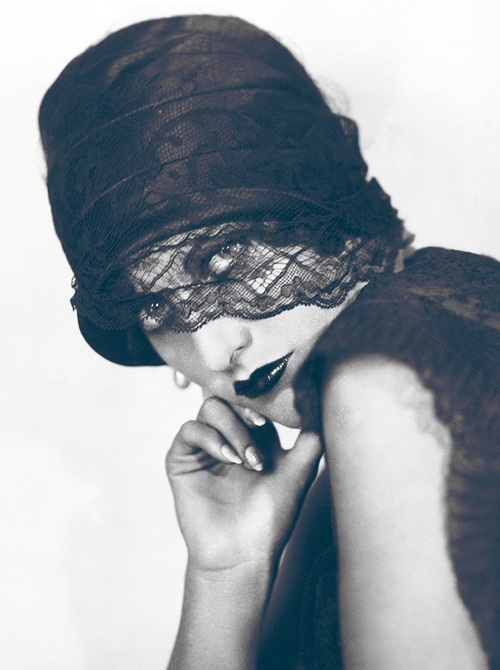
Joan Crawford
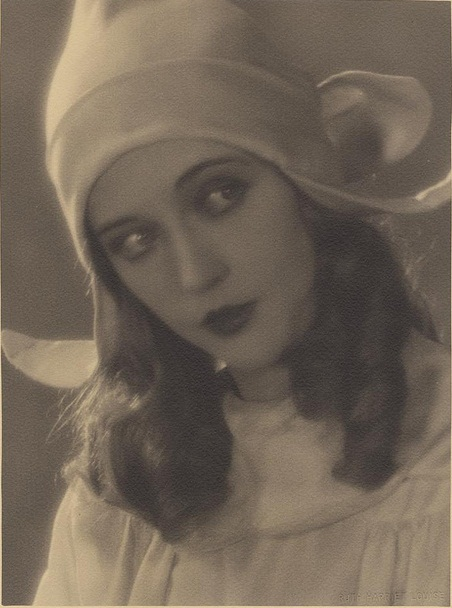
Marion Davies in The Red Mill (1927)
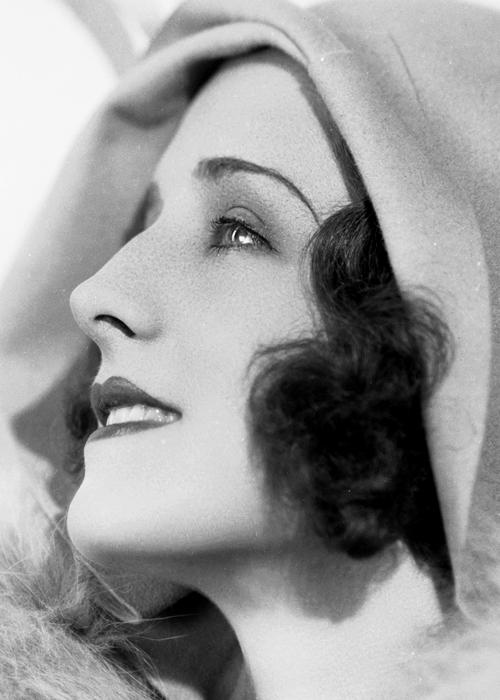
Norma Shearer
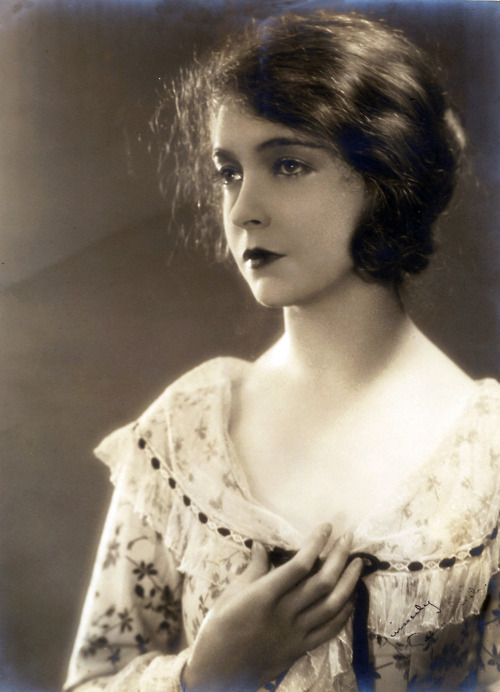
Lillian Gish
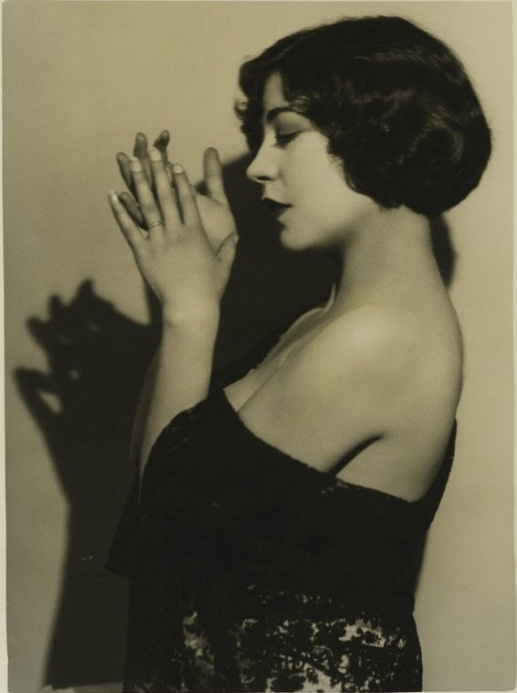
Renée Adorée

## Garbo door Louise

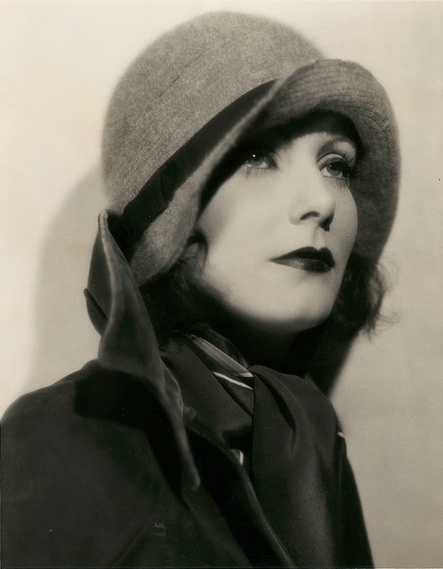
Greta Garbo
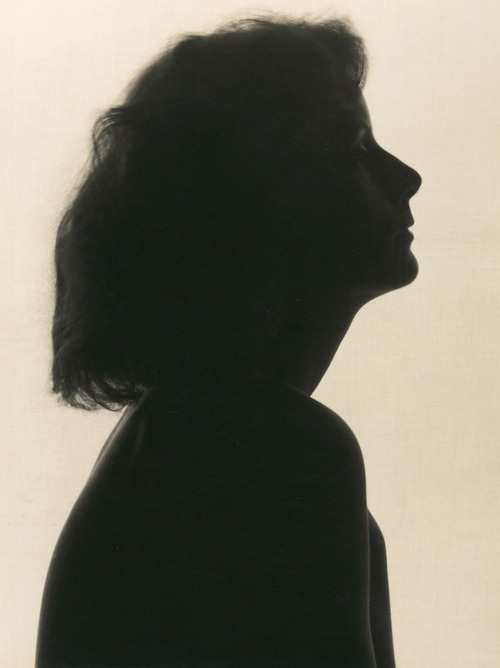
Greta Garbo, silhouette
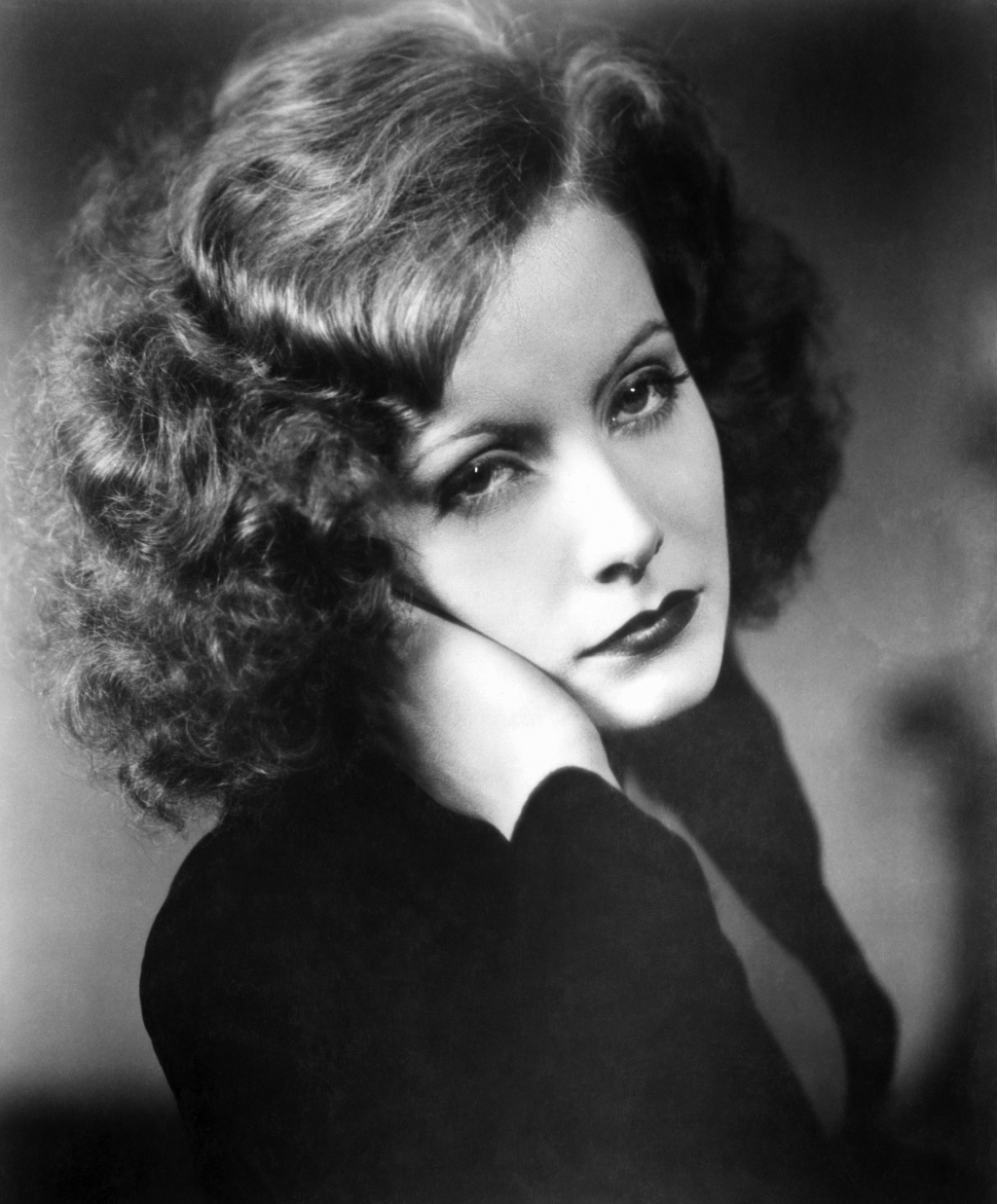
Greta Garbo.
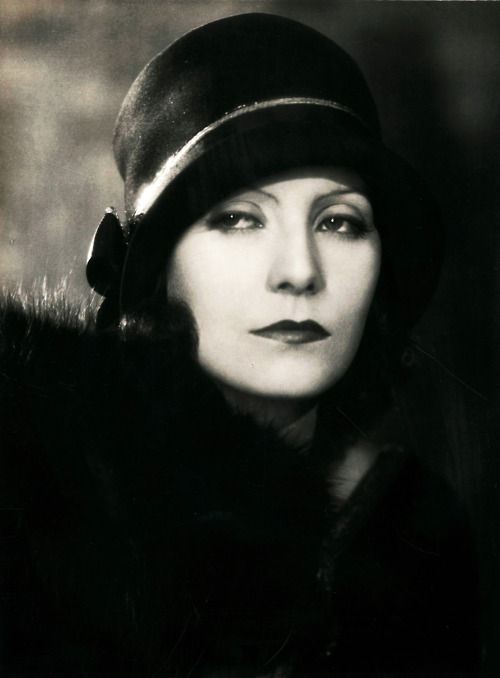
Greta Garbo
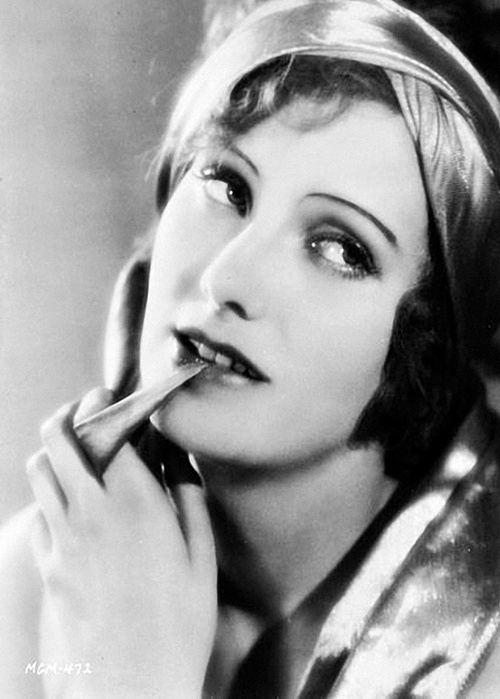
Greta Garbo